# Піщанка (заказник)
Піщанка — ландшафтний заказник місцевого значення в Україні. Розташований у межах Карлівського району Полтавської області, на південній околиці села Верхня Ланна.

## Характеристика
Площа заказника становить 26 гектарів. Створено відповідно до рішення обласної ради від 16 лютого 2018 року. Перебуває у віданні Верхньоланнівської сільської ради.
Заказник являє собою лучно-степові та степові ділянки на схилах балок, де зростають рідкісні види рослин.